# Luis José Sartorius Tapia

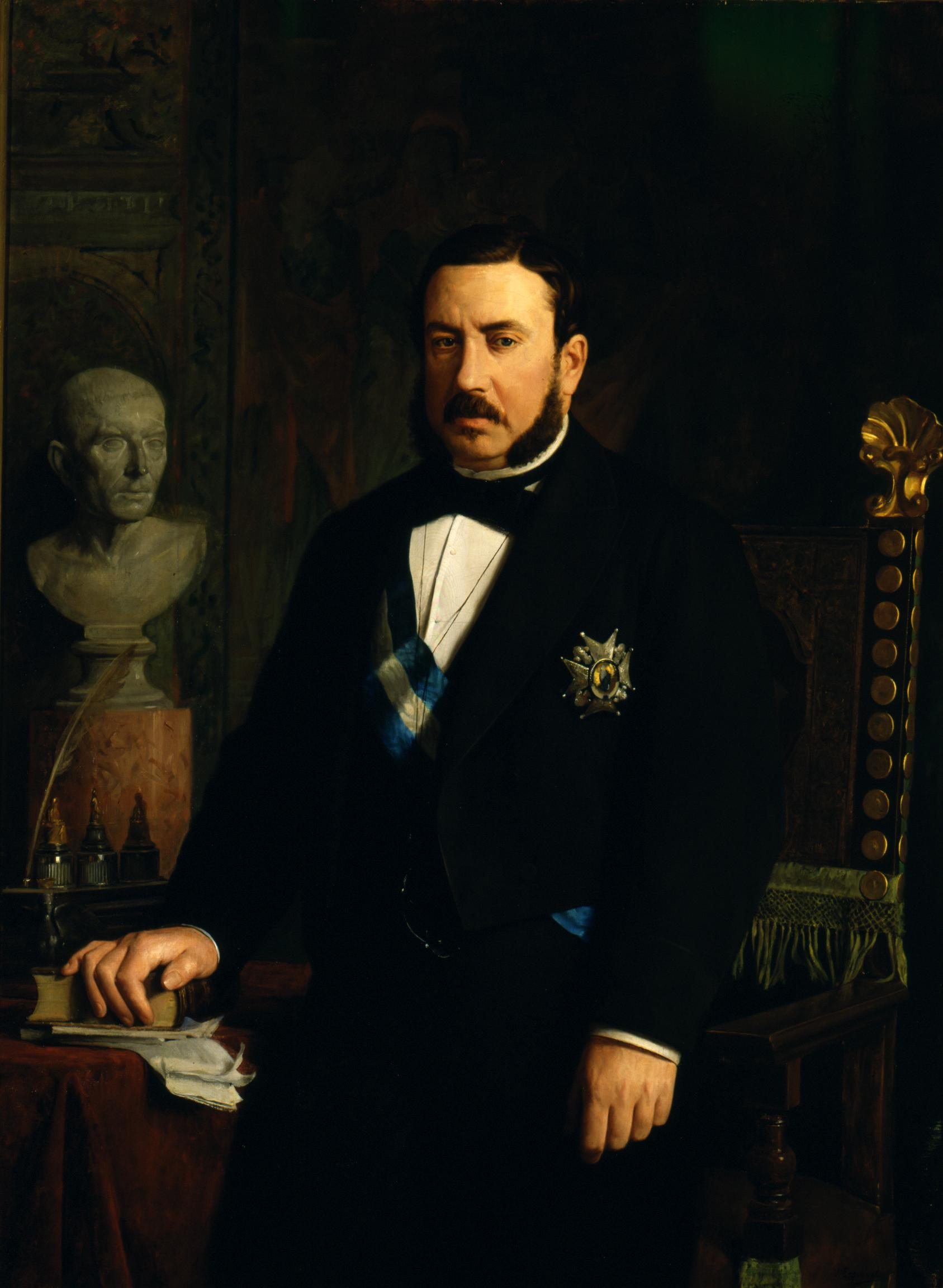
Luis José Sartorius (Gemälde von Vicente Esquivel, Congreso de los Diputados, 1878)

Luis José Sartorius y Tapia, Graf (Conde) de San Luis (* 1820 in Sevilla; † 22. Februar 1871 ebenda) war ein spanischer Politiker und Regierungspräsident Spaniens (Presidente del Gobierno).

## Leben

### Herkunft, Abgeordneter und Aufstieg zum Minister
Sartorius entstammte einer eingewanderten Familie und wuchs in ärmlichen Verhältnissen auf. Unter der Obhut des späteren Regierungspräsidenten Juan Bravo Murillo schlug er später eine journalistische Laufbahn ein. 1842 war er Gründer der Tageszeitung "El Heraldo" (Der Herold), in dessen Artikeln er scharfer Kritiker und Gegner der Regentschaft von General Baldomero Espartero war.
Seine politische Laufbahn begann er am 15. September 1843, als er zum Abgeordneten des Parlaments (Congreso de los Diputados) gewählt wurde. Dort vertrat er mit geringen Unterbrechungen bis Januar 1869 im Wesentlichen die Interessen des Wahlkreises Cuenca und zeitweise zugleich auch von Wahlkreisen in Madrid und Barcelona.
Am 4. Oktober 1847 wurde er zum Innenminister (Ministro de Gobernación) in die Regierung von Ramón María Narváez berufen, der er mit Ausnahme der nur siebenundzwanzigstündigen Übergangsregierung von Serafín María de Soto am 19. und 20. Oktober 1849 schließlich zum 14. Januar 1851 angehörte. Während dieser Zeit war er für eine Woche im November 1847 auch amtierender Minister für Handel, Unterricht und Öffentliche Arbeiten (Ministro de Comercio, Instrucción y Obras Públicas). In dieser Zeit begründete er mit der Partei der polnischen Einwanderer (Partido de los Polacos) auch eine eigene politische Basis. Für seine Verdienste wurde er bereits 1849 als Graf (Conde) de San Luis in den Adelsstand erhoben. Im Januar 1851 lehnte er jedoch die Bildung einer Koalitionsregierung mit seinem alten Förderer Bravo Murillo ab.

### Regierungspräsident und letzte Lebensjahre
Als Nachfolger von Francisco Lersundi Hormaechea wurde er dann am 19. September 1853 schließlich selbst Regierungspräsident Spaniens (Presidente del Gobierno). Als solcher war er bis zum 17. Juli 1854 im Amt und übernahm zugleich auch wieder das Amt des Innenministers. Während seiner Amtszeit leitete er mehrere wichtige Verwaltungsreformen ein. Andererseits wurden ihm Korruption und massives unmoralisches Verhalten vorgeworfen, so dass sich das Parlament (Cortes) damit beschäftigen musste. Die Debatte im Senat über einen Eisenbahnskandal führte daneben zu einem Misstrauensvotum. Allerdings trat er trotz der Vorwürfe nicht zurück, sondern ordnete die Auflösung des Parlaments an. Dem zunehmenden innenpolitischen Druck durch die Partido Moderado, Partido Progresista und das Militär, aber auch durch die Finanzwelt auf seine Regierung in der Folgezeit begegnete er mit wachsenden Repressionen gegen seine politischen Gegner. Letztlich führte dies aber dazu, dass das Militär ihn am 17. Juli 1854 durch die Vorbereitung eines Aufstandes zum Rücktritt zwang.
Zwischen dem 18. August 1853 und dem 3. September 1854 war er außerdem auch Präsident der Königlichen Akademie der Schönen Künste von San Fernando (Real Academia de Bellas Artes de San Fernando).
In den folgenden Jahren musste er sich bis auf seine Tätigkeit als Abgeordneter weitgehend aus dem politischen Leben zurückziehen, war aber später zeitweise noch als Botschafter in Rom tätig.
Zuletzt war er vom 28. Dezember 1867 bis zum 3. Dezember 1868 Präsident des Parlaments und somit zugleich der letzte Präsident der Cortes während der Herrschaft von Königin Isabella II.
Sein Grabmal befindet sich in der Iglesia de la Anunciación in Sevilla.